# Vicki Butler-Henderson
Victoria „Vicki” Butler-Henderson (ur. 16 lutego 1972 w Hertfordshire) – angielska prezenterka telewizyjna, kierowca wyścigowy.

## Życiorys
Urodziła się w rodzinie z tradycjami rajdowymi. Jej dziadek ścigał się Frazerem Nash, brytyjskim samochodem sportowym na torze Brooklands. Ojciec był członkiem brytyjskiej kadry kartingowej, natomiast brat Charlie jest czynnym kierowcą wyścigowym. Ma starszą siostrę Charlotte. Dorastała na farmie. Uczęszczała do Perse School dla dziewcząt w Cambridge.
Butler-Henderson zaczęła ścigać się gokartami w wieku dwunastu lat. W swoim pierwszym wyścigu została wyprzedzona przez Davida Coultharda. Posiada licencję rajdową na wyścigi samochodowe oraz wyścigi łodzi motorowych. Po zdobyciu uprawnień instruktora rajdowego na torze Silverstone Circuit rozpoczęła dodatkowo karierę dziennikarską. Pracowała dla wielu magazynów motoryzacyjnych m.in. Auto Express, What Car?, Performance Car, Max Power.

## Kariera
W 1997 roku dołączyła do ekipy Top Gear, motoryzacyjnego programu BBC. Po zakończeniu emisji pierwotnego formatu Top Gear w 2001 roku, razem z Quentinem Willsonem oraz Tiffem Needellem rozpoczęła pracę w programie Fifth Gear.
W 2004 roku prowadziła relację w telewizji ITV z mistrzostw samochodowych British Touring Car Championship, w których brał udział jej brat Charlie.
W kolejnych latach poszerzała swoją działalność medialną. Pracowała dla Virgin Radio jako gospodarz audycji. W 2005 roku prowadziła program „Date My Daughter” (pol. „Umów się z moją córką”), w którym mężczyzna umawia się z trzema matkami, które decydują czy może się umówić z córką jednej z nich.
Użyczyła swojego głosu dla reklam radiowych, telewizyjnych oraz gier. Była narratorem w programie „I Didn't Know That” (pol. „Nie wiedziałem tego”) na kanale National Geographic. W 2009 roku zagrała w kilku holenderskich reklamach Toyoty. Do 9 lipca 2009 roku pracowała w Absolute Radio jako reporter wiadomości drogowych w programie „Christian O’Connell Breakfast Show”.
Jest twarzą kampanii reklamowej firmy zajmującej się naprawami lakierniczymi samochodów.

## Życie prywatne
Butler-Henderson poślubiła przeszłego producenta Fifth Gear, a obecnego reżysera Top Gear, Phila Churchwarda.
Posiada Volkswagena Golfa II GTI, Hondę S2000 oraz Ducati Monster 750.
15 stycznia 2011 roku podczas targów Autosport International Jason Plato, współpracujący z Butler prezenter Fifth Gear ogłosił, że Victoria nie mogła przybyć, ponieważ rodziła córkę.